# Johann Gottfried Seyfert
Johann Gottfried Seyfert (* 11. Mai 1731 in Augsburg; † 12. Dezember 1772) war ein deutscher Komponist.

## Leben
Der Sohn des Kirchenkomponisten Johann Caspar Seyfert (1697–1767) erhielt erste musikalische Unterweisungen durch seinen Vater, ein Stipendium ermöglichte ihm dann, seine Ausbildung in Bayreuth, Leipzig, Dresden, Berlin, Venedig und Wien zu vervollständigen, dabei kam es zu Kontakten mit anderen bedeutenden Komponisten seiner Zeit wie Carl Philipp Emanuel Bach. Nach seiner Rückkehr im Jahre 1753 übernahm er die Leitung des Collegium musicum seiner Heimatstadt und wirkte ab 1766 als Musikdirektor an der evangelischen Kirche St. Anna. Bis zu seinem Ableben spielte er eine führende Rolle im Musikleben seiner Heimatstadt.
Der auch über die Grenzen von Augsburg bekannte Komponist schuf etliche kammermusikalische Werke, Klaviersonaten, Oratorien und etwa 20 Sinfonien.